# Beate S. Lech
Beate Slettevoll Lech (Volda, Møre og Romsdal, 10 april 1974) is een Noorse jazzzanger, componist en tekstschrijver in de modern jazz en verwante muziek. Ze is een dochter van de Poolse jazzviolist Zdzislaw Lech, bekend van groepen als 'Folk & Røvere', Jon Eberson's band Metropolitan (two platen en een optreden op Moldejazz, 1999) en Beady Belle, een groep met haar echtgenoot, de jazzbassist Marius Reksjø.

## Loopbaan
Lech studeerde af aan de Universiteit van Oslo en Norges Musikkhøgskole in Oslo. Ze heeft samengewerkt met musici als Bugge Wesseltoft.
Ze heeft inmiddels twee albums op haar naam staan. Min Song Og Hjarteskatt (2011) laat haar voorkeur voor hymnes en volksliedjes zien, en haar verlangen om vrouwelijke stemmen te laten horen. Ze werkte hiervoor samen met de tekstschrijvers Marit Kaldhol, Hilde Myklebust en Bente Bratlund en gebruikt gedichten van haar (overleden) oma. De liedjes worden gebracht met de musici Marius Reksjø (bas), Erlend Slettevoll (piano), David Wallumrød (keyboards), Knut Aalefjær (drums) and Georg Riedel (contrabas).

## Discografie
Solo
- 2011: Min Song Og Hjarteskatt (Kirkelig Kulturverksted)
- 2014: Høgtidsrom (Kirkelig Kulturverksted), met SKRUK

Met Beady Belle
- 2001: Home (Jazzland)
- 2003: Cewbeagappic (Jazzland)
- 2005: Closer (Jazzland)
- 2008: Belvedere (Jazzland), met o.m. duetten met India Arie Simpson en Jamie Cullum
- 2010: At Welding Bridge (Jazzland)
- 2013: Cricklewood Broadway (Jazzland)
- 2015: Songs From a Decade - The Best of Beady Belle (Jazzland)

Met Metropolitan
- 1999: Metropolitan (Columbia Records)
- 2004: Love Is Blind (Curling Legs)